# Psilonyx magnicauda
Psilonyx magnicauda là một loài ruồi trong họ Asilidae. Psilonyx magnicauda được Curran miêu tả năm 1934.